# Xanthoparmelia duplicata
Xanthoparmelia duplicata är en lavart som beskrevs av Hale. Xanthoparmelia duplicata ingår i släktet Xanthoparmelia och familjen Parmeliaceae.   Inga underarter finns listade i Catalogue of Life.